# Alloeonotus fulvipes
Alloeonotus fulvipes је врста стенице која припада фамилији Miridae.

## Распрострањење и станиште
Врста има понтско-медитеранско распрострањење, у Србији се бележи спорадично. Насељава суве ливаде, степе, ивице шума са проређеном ниском вегетацијом.

## Опис
Тело је глатко без длака и сјајно. Антене и ноге су тамноцрвене боје са појединим црним сегментима. Глава и пронотум су црне боје, за разлику од сличне врсте Alloeonotus egregius код које је доња ивица пронотума светло-жуте до беле боје. Спољни делови предњих крила (хемиелитре) су светло-жуте до беле боје а попречно се пружа црна шара, за разлику од врсте Alloeonotus egregius  код које црна шара иде уздужно средишним делом крила. Женке су краткокриле, а мужјаци дугокрили. Дужина тела женки је од 6,2mm до 6,9mm, а мужјака од 7,7mm до 8,5mm.

## Биологија
Одрасле јединке почињу да се јављају већ у мају (у зависности од региона) а бројније су од јула до септембра. Врста презимљава у стадијуму јајета. Alloeonotus fulvipes је полифагна врста, као домаћин јављају се пре свега различите зељасте биљке али и различите листопадне (храст, лешник, јабука, итд.).

## Галерија
- мужјак
- мужјак

## Синоними
- Cimex fulvipes, Scopoli 1763